# Communauté de communes du Pays de Caulnes
La  Communauté de communes du Pays de Caulnes  est une ancienne communauté de communes française, située dans le département des Côtes-d'Armor, en région Bretagne.

## Histoire
Le 31 décembre 2016, elle est dissoute et ses communes membres rejoignent la nouvelle communauté d'agglomération Dinan Agglomération.

## Territoire communautaire

### Géographie
Située dans le pays de Dinan, au sud-est du département et à la frontière de l'Ille-et-Vilaine, la communauté de communes regroupait les huit communes du canton de Caulnes.

### Composition
Elle était composée des 8 communes suivantes :
| Nom                   | Code Insee | Gentilé         | Superficie (km2) | Population (dernière pop. légale) | Densité (hab./km2) |
| --------------------- | ---------- | --------------- | ---------------- | --------------------------------- | ------------------ |
| Caulnes (siège)       | 22032      | Caulnais        | 31,36            | 2 458 (2014)                      | 78                 |
| La Chapelle-Blanche   | 22036      | Chapelains      | 7,92             | 192 (2014)                        | 24                 |
| Guenroc               | 22069      | Guenrocois      | 7,39             | 217 (2014)                        | 29                 |
| Guitté                | 22071      | Guittéens       | 14,53            | 686 (2014)                        | 47                 |
| Plumaudan             | 22239      | Plumaudannais   | 17,83            | 1 240 (2014)                      | 70                 |
| Plumaugat             | 22240      | Plumaugatais    | 40,43            | 1 141 (2014)                      | 28                 |
| Saint-Jouan-de-l'Isle | 22305      | Saint-Jouannais | 8,09             | 484 (2014)                        | 60                 |
| Saint-Maden           | 22312      | Madennais       | 6,56             | 216 (2014)                        | 33                 |

### Démographie
| 1999  | 2006  | 2008  | 2011  |
| ----- | ----- | ----- | ----- |
| 5 298 | 5 850 | 6 106 | 6 399 |

## Administration

### Siège
Le siège de la communauté de communes était à Caulnes, 10 rue de la ville Chérel.

### Conseil communautaire
Les 25 conseillers titulaires étaient répartis selon le droit commun comme suit :
| Nombre de conseillers | Communes                                                         |
| --------------------- | ---------------------------------------------------------------- |
| 6                     | Caulnes                                                          |
| 4                     | Plumaudan, Plumaugat                                             |
| 3                     | Guitté                                                           |
| 2                     | La Chapelle-Blanche, Guenroc, Saint-Jouan-de-l'Isle, Saint-Maden |

### Élus
La communauté de communes était administrée par un conseil communautaire constitué en 2014 de 25 conseillers communautaires.
À la suite des élections municipales de 2014 dans les Côtes-d'Armor, le conseil communautaire du 29 avril 2014 avait élu son président, Mickaël Chevalier, maire de Plumaugat, ainsi que ses 7 vice-présidents. La liste des vice-présidents était alors la suivante :
|     | Attributions                                                                          | Identité               | Qualité                        |
| --- | ------------------------------------------------------------------------------------- | ---------------------- | ------------------------------ |
| 1er | Bâtiments, grands travaux, infrastructures et SPANC                                   | Éric Dartois           | Maire de Guitté                |
| 2e  | Voirie et habitat                                                                     | Jean-Luc Lechevestrier | Maire de Saint-Maden           |
| 3e  | Relais parents assistantes maternelles, petite enfance et ordures ménagères           | Gérard Bertrand        | Maire de la Chapelle-Blanche   |
| 4e  | Développement économique, aménagement du territoire, urbanisme et questions foncières | Jean-Louis Chalois     | Maire de Caulnes               |
| 5e  | Tourisme et communication                                                             | Jacki Gohel            | Maire de Plumaudan             |
| 6e  | Jeunesse et sport                                                                     | Huguette Thébault      | Maire de Saint-Jouan-de-l'Isle |
| 7e  | Affaires culturelles, bibliothèques et nouvelles technologies                         | Simon Leterrier        | Maire de Guenroc               |

### Liste des présidents
| Période    | Période       | Identité          | Étiquette | Qualité                                                                                |
| ---------- | ------------- | ----------------- | --------- | -------------------------------------------------------------------------------------- |
| 1993       | avril 2014    | Gérard Bertrand   | DVD       | Maire de La Chapelle-Blanche (1983 → 2020) Conseiller général de Caulnes (1994 → 2015) |
| avril 2014 | décembre 2016 | Mickaël Chevalier | AC        | Maire de Plumaugat (2008 → ) Conseiller départemental de Broons (2015 → )              |

### Compétences
Les compétences environnementales E.N.S (espaces naturels sensibles) ont été mises en place en 1995.